# Zvona svete Marije
Zvona svete Marije (eng. The Bells of St. Mary's) je američki crno-bijeli igrani film snimljen 1945. godine u režiji Lea McCareya. Predstavlja nastavak Oscarom nagrađenog filma „Idući svojim putem”.
U filmu Bing Crosby ponavlja ulogu nekonvencionalnog katoličkog svećenika O'Malleya. Radnja prikazuje kako je poslan u župu svete Marije u problematičnom dijelu gradu, gdje se mora pozabaviti zapuštenom školom koju crkvene i gradske vlasti nastoje zatvoriti, a čemu se žestoko protivi redovnica Mary Benedict.
Kako se radnja događa za vrijeme Božića, „Zvona svete Marije” je postao jedan od najpopularnijih božićnih filmova.

## Uloge
- Bing Crosby – vlč. Chuck O'Malley
- Ingrid Bergman – Časna sestra Mary Benedict
- Henry Travers – Horace P. Bogardus
- William Gargan – Joe Gallagher
- Ruth Donnelly – Časna sestra Michael
- Joan Carroll – Patricia „Patsy” Gallagher
- Martha Sleeper – Mary Gallagher
- Rhys Williams – Dr. McKay
- Richard Tyler – Eddie Breen

## Vanjske poveznice
- Film na mrežnoj stranici IMDB